# 京阪モール
京阪モール（けいはんモール）は、京阪電気鉄道・京阪本線の京橋駅（大阪府大阪市都島区東野田町）にある大型商業施設である。京阪ホールディングスの子会社・京阪流通システムズが運営する。
1970年4月15日、京阪京橋駅の高架化に伴い、それに付随する形で京阪電鉄初の大型ショッピングモールとして開業。近年は、若い女性層を意識した店舗作りを進めている。
開業当初は「京阪ショッピングモール」という名称であったが、1985年のリニューアルの時に現在の名称に改称された。また、1990年3月にホテル京阪が京橋にもオープンしたことに絡み、ロゴマークが一新された。
京阪モールのフロアのうち、B1階の食品館と1階の中央改札口側約半分（商品券売場も含む）が京阪百貨店モール京橋店である。残りのフロア（専門店等）が京阪流通システムズが直接管理する部分である。また当モール3階に、京阪京橋駅の改札口が設けられている。かつては現在の駅構内3階のアンスリー付近にも改札口が存在した。

## 歴史
- 1970年4月15日 - 京阪京橋駅の高架下に「京阪ショッピングモール」としてオープン。京阪デパート京橋店がモール内に出店。
- 1985年3月15日 - リニューアルオープン。「京阪モール」に名称を変更。
- 1985年4月15日 - 京阪デパート 京橋店が京阪ザ・ストア モール京橋店に名称を変更。
- 1989年11月24日 - 京阪ザ・ストア モール京橋店がリニューアルオープン。
- 1990年2月9日 - リニューアルオープン。
- 1990年3月20日 - ホテル館オープン。地下1階-6階が「京阪モール」の増床部分、7階以上は「ホテル京阪 京橋」。
- 2002年4月 - リニューアルに伴い、京阪ザ・ストア モール京橋店が閉店。
- 2002年6月15日 - 京阪百貨店 モール京橋店（地下1階「食品館」のみ）がオープン。
- 2002年10月4日 - 全館リニューアルオープン。

## フロアガイド
- 7F  エステ等
- 6F  教育、エステ等
- 5F  飲食店
- 4F  ユニクロ
- 3F  ABC-MART、Afternoon Tea、無印良品
- 2F  スターバックスコーヒー、PLAZA、Zoff、新星堂、紀伊國屋書店、レディスファッション等
- 1F  成城石井、GODIVA、KALDI、ケンタッキー・フライド・チキン、551蓬莱、京阪百貨店（レディスファッション等）
- B1F  モール食品館